# Порецкий, Вадим Сергеевич
Вади́м Серге́евич Поре́цкий (1893, Везо, Эстляндская губерния, Российская империя — 8 февраля 1942, Ленинград, РСФСР, СССР) — российский учёный-биолог, лауреат Сталинской премии в области науки и техники 1951 года, доктор биологических наук, профессор и заведующий кафедрой Ленинградского государственного университета.

## Биография
Вадим Сергеевич Порецкий родился в 1893 году в деревне Везо Эстляндской губернии в семье преподавателя средней школы.
В 1917 году он окончил естественное отделение физико-математического факультета Петроградского университета. С 1916 по 1921 год Вадим Сергеевич работал в Пермском университете ассистентом Александра Германовича Генкеля. С 1921 по 1922 год был ассистентом профессора С. М. Вислоуха в Петроградском агрономическом (позднее Ленинградском сельскохозяйственном) институте. Под руководством Вислоуха он провёл своё первое научное исследование по диатомовым водорослям солёных водоёмов Соликамска, напечатанное в 1924 году в Трудах Ленинградского общества естествоиспытателей.
В 1923 году Вадим Сергеевич был приглашён в Петроградский (позднее Ленинградский) университет, где прошёл путь от ассистента до профессора (с 1923 года — ассистент кафедры морфологии и систематики растений, с 1931 — доцент, с 1937 — профессор).
С его именем связано создание на кафедре нового научного направления — изучение ископаемых диатомовых водорослей для целей стратиграфии и палеогеографии. Это направление исследований получило название «метод диатомового анализа». В. С. Порецкий заложил основы изучения диатомей донных осадков озёрных и морских бассейнов, получившие широкое распространение в 1970-е годы. Его учениками были А. П. Жузе, В. С. Шешукова-Порецкая и другие.
Во время Великой Отечественной войны, в ленинградскую блокаду, в феврале 1942 года Вадим Сергеевич Порецкий погиб от голода. Похоронен на станции Войбокало.
В 1951 году был посмертно удостоен Сталинской премии в области науки и техники за участие в научном труде «Диатомовый анализ», изданном в 3-х томах в 1949—1950 годах.

## Семья
В Пермском университете В. С. Порецкий познакомился с Валентиной Сергеевной Шешуковой, и в дальнейшем его переход в Ленинградский университет, послужил поводом к смене университетов и В. С. Шешуковой. В 1936 году состоялась свадьба Вадима Сергеевича и Валентины Сергеевны.
В последние годы семья проживала по адресу: Ленинград, Университетская набережная, дом 7/9.
Часть научных работ В. С. Порецкого была подготовлена его вдовой В. С. Шешуковой-Порецкой и опубликована посмертно после Великой Отечественной войны.

## Основные работы
1. Диатомовые солёных и солоноватых водоемов г. Соликамска Пермской губернии // Труды Ленинградского общества естествоиспытателей. — 1924. — Т LIII. Вып. 3. — С. 108—148.
2. Материалы к изучению обрастаний в водоемах Карелии. I. Обрастания в текучих водах. // Труды Бородинской пресноводной биологической станции в Карелии. — 1927. — Т. V. — С. 1—29.
3. Наблюдения над диатомовыми планктона р. Б. Невки в 1923—1926 гг. (совместно с К. К. Марковым) // Труды Ботанического сада Академии Наук СССР. — 1931. — Т. XLIV. —С. 245—349.
4. Послеледниковая история окрестностей Ленинграда. // Природа. — 1933. — № 5-6. — С. 99—108.
5. Диатомовые Кольского полуострова в связи с микроскопическим составом кольских диатомитов. (совместно с А. П. Жузе, В. С. Шешуковой) // Труды Геоморфологического института АН СССР. — 1934. — Т. 8. — C. 95—209.
6. Микропалеоботанический анализ четвертичных отложений о. Колгуева // Труды Комиссии по изучению четвертичного периода. — 1937. — Т. 5. Вып. 1. — С. 45—46.
7. Предварительные данные о микроскопическом составе диатомита Нурнусского месторождения (Армения)] // Труды Севанской Гидробиологической станции. — 1940. — Т. 6. — С. 71—77.